# Rimbachzell
Rimbachzell (auch: Rimbach-Zell) ist eine französische Gemeinde mit 190 Einwohnern (Stand 1. Januar 2022) im Département Haut-Rhin in der Region Grand Est (bis 2015 Elsass). Sie gehört zum Arrondissement Thann-Guebwiller, zum Kanton Guebwiller und zum Gemeindeverband Région de Guebwiller.
Die Nachbargemeinden sind Rimbach-près-Guebwiller und Jungholtz. Das Gemeindegebiet liegt im Regionalen Naturpark Ballons des Vosges.

## Geschichte
Von 1871 bis zum Ende des Ersten Weltkrieges gehörte Rimbachzell als Teil des Reichslandes Elsaß-Lothringen zum Deutschen Reich und war dem Kreis Gebweiler im Bezirk Oberelsaß zugeordnet.

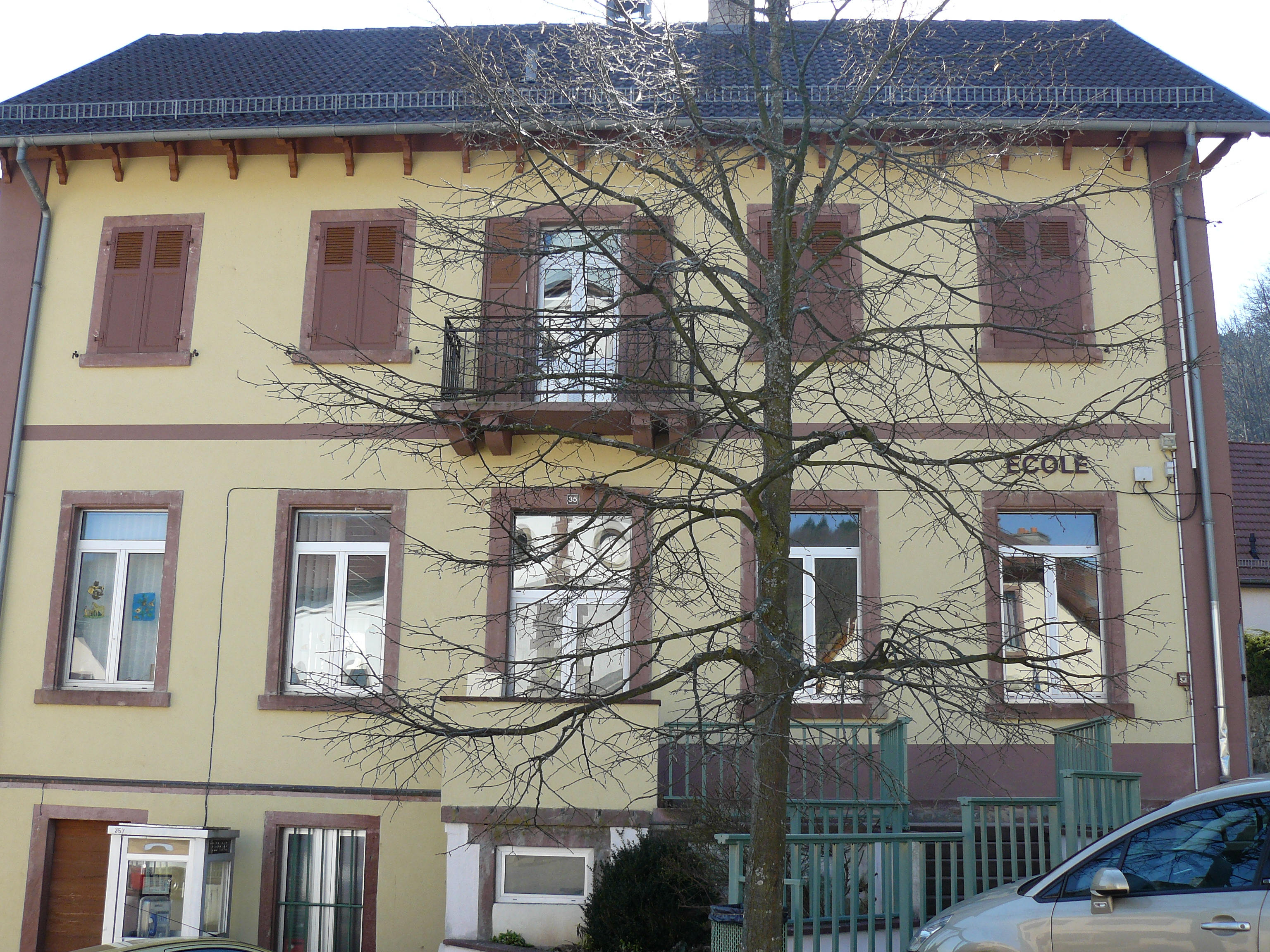
Schule
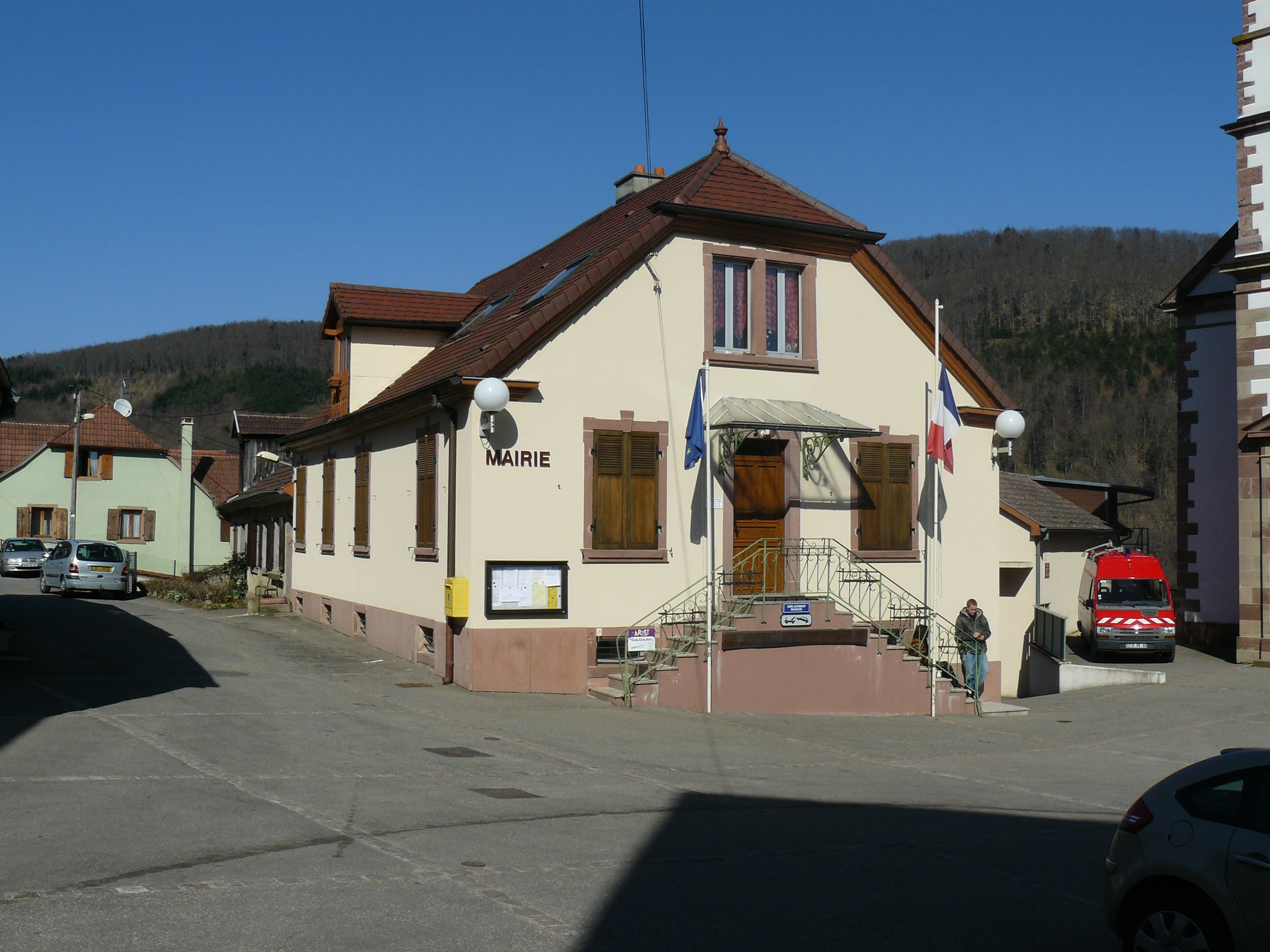
Mairie
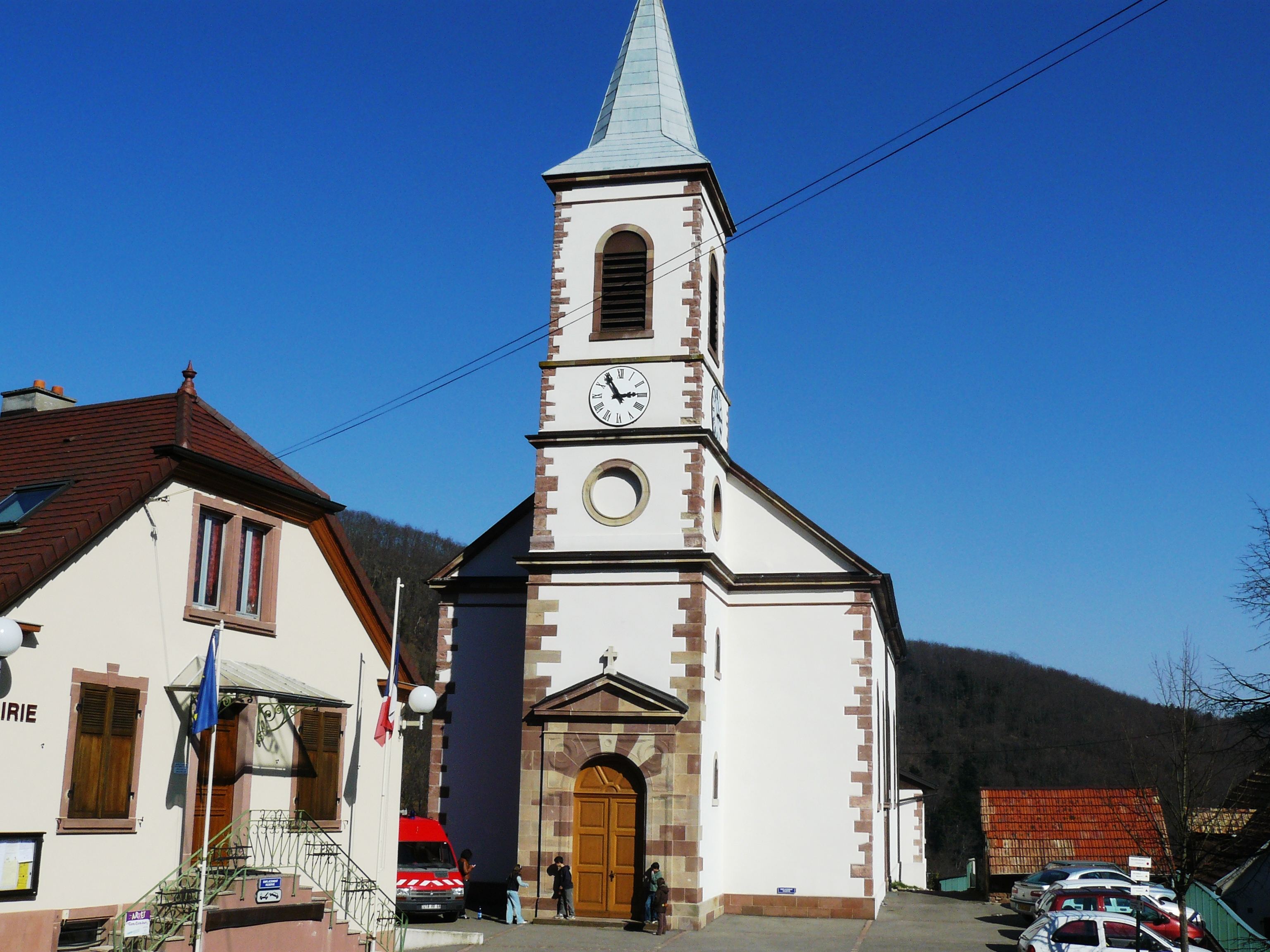
Kirche St. Peter und Paul

## Bevölkerungsentwicklung
| Jahr      | 1910 | 1962 | 1968 | 1975 | 1982 | 1990 | 1999 | 2007 | 2017 |
| Einwohner | 417  | 251  | 252  | 206  | 194  | 196  | 220  | 220  | 198  |